# Artitropa erinnys
Artitropa erinnys es una especie de mariposa perteneciente a la familia  Hesperiidae. Se encuentra desde el este del Cabo a KwaZulu-Natal, Transvaal, Zimbabue y este de África. 
Tiene una envergadura de alas de 53–57 mm para los machos y 59–63 mm par las hembras. Los adultos se encuentran en vuelo desde mayo hasta agosto.
Las larvas se alimentan de Dracaena hookeriana, Dracaena afromontana, Dracaena angustifolia, Dracaena fragrans y Dracaena steudneri.

## Subespecies
- Artitropa erinnys erinnys (bosques y tierras bajas costaras desde Cape la costa de KwaZulu-Natal a Maputaland, en la provincia de Limpopo.
- Artitropa erinnys ehlersi Karsch, 1896  (Kenia (Mount Sagala, Teita Hills, Shimba Hills))
- Artitropa erinnys vansommereni Riley, 1925  (Kenia (Meru, Nairobi, Ngong))
- Artitropa erinnys nyasae Riley, 1925  (Zimbabwe)
- Artitropa erinnys radiata Riley, 1925
- Artitropa erinnys comorarum Oberthür, 1916